# 大和守安行
大和守 安行（やまとのかみ やすゆき、元和6年（1620年） - 元禄8年（1695年））は、江戸時代前期・薩摩国の刀工。波平安行。本名：橋口三郎兵衛。

## 概要
平安期より薩摩国谿山郡で続く刀工波平派の57代。新刀波平の祖とされる56代安張の孫。
波平派は代々大和伝での作刀を続けてきたが、安行は時の薩摩藩主島津家久に命ぜられ伊豆守正房の門下となり相州伝を学んだ。
寛文5年（1665年）大和大掾、のち大和守を受領。
安行には4人の息子がおり、四男安国が本家を継いだ。長男安休は祖父安張の跡を継ぎ坂ノ上で作刀し坂ノ上波平（嫡家）の祖となり、次男安正は分家して谷山・堀に住み堀の波平と呼ばれた。
門人に一平安代の父・一平安貞がいる。

## 作風
作風は板目の地鉄、沸づいて金筋のかかるものが多い。直刃または直刃を基調に互の目が混じるものが多い点が僅かに大和伝を踏襲している。茎は檜垣の鑢目、栗尻。
文化2年（1805年）に山田浅右衛門により発表された懐宝剣尺の刀剣の業物一覧において大業物・良業物・業物混合60工のうちに挙げられている。